# 윌리엄 스크랜턴

윌리엄 스크랜턴

윌리엄 벤턴 스크랜턴(William Benton Scranton, 1856~1922) 선교사는 미국 북감리교회에서 한국에 파송한 선교사로 서울 시병원과 아현교회, 상동교회, 동대문교회 등을 설립하였고, 목사이자 독립운동가인 전덕기를 비롯한 많은 교회 지도자들을 길러냈다. 한국 이름은 시란돈(施蘭敦)이었다.

## 생애

### 출생과 성장
윌리엄 벤턴 스크랜턴(William Benton Scranton)은 1856년 5월 29일 미국 코네티컷주 뉴헤이븐에서 아버지 윌리엄 스크랜턴과 어머니 메리 스크랜턴 사이에서 외동아들로 태어났다. 뉴헤븐에서 제조업을 하던 평범한 사업가였던 아버지(William T. Scranton)는 그가 열 여섯되던 해인 1872년 사망하였다. 1878년에 예일 대학교를 졸업했고 뉴욕 의과대학에 진학, 1882년에 졸업했다. 졸업하던 그 해, 룰리 와이드 암즈(Loulie Wyeth Arms)와 결혼했으며 클리블랜드에 병원을 개업하였다.
외할아버지와 외삼촌도 감리교 목사였을 정도로 어머니 메리 스크랜턴(Mary Fletcher Scranton)은 독실한 감리교 가정에서 성장한 개신교인이었다. 해외선교에 관심이 많았던 어머니는 해외선교회 임원으로도 활약하였다. 스크랜턴은 어려서부터 이런 어머니의 신앙과 사상적 영향을 받으며 자랐다.

### 선교사 임명
조선 선교의 가능성에 긍정적이었던 북미 감리교 선교회는 일본에서 활동중인 매클레이 선교사에게 조선의 실정에 대한 탐문방문을 요청했다. 1884년 7월에  매클레이가 조선을 방문하여 과거에 친분이 있었던 도승지 김옥균을 통하여 고종으로부터 선교회 사업중 교육과 의료분야에 대한 허락을 받아내는 데 성공한다. 이 소식을 접한 북미 감리교 선교회는 1884년 10월 아펜젤러와 스크랜턴을 조선의 선교사로 임명했다. 이에 해외 선교에 관심이 많았던 스크랜턴의 어머니도 선교사 파송을 희망하였고 아들과 함께 선교사로 임명받았다.

### 선교 활동
아펜젤러 목사 부부와 어머니가 함께 1885년 2월 3일 출발, 인천에 도착했으나 갑신정변으로 조선 정국이 불안하여 잠시 일본 요코하마로 건너가 거기서 수신사 박영효에게서 한국 말을 공부하였다. 그 해 5월 3일 한국에 도착하였고 장로교 선교사인 앨런 박사가 설립한 광혜원에서 6주간 근무하였다. 이후 정동에 집을 마련하여 1886년 병원을 세웠는데, 고종 황제로부터 '시병원'이라는 이름을 하사받았다. 같은해 6월 26일에 어머니 메리 스크랜턴이 존 헤론, 아펜젤러 부부와 함께 입국했는데, 그의 어머니는 이 집에서 이화학당을 시작하였다.
1895년 콜레라가 유행하였을 때, 에이비슨 박사와 함께 많은 환자들을 치료했다. 그 후 감리교 선교부의 간부로 성서 한역 통일회 회장이 되어 성서 번역에도 힘썼다. 1907년 선교 정책을 둘러싸고 친일파인 해리스 선교회감독과 의견 충돌을 일으켜 선교사직과 함께 감리교 목사직을 사임하고, 성공회로 교파를 옮겨 평신도로서 서울과 평북 운산, 충남 직산, 중국 대련 등지에서 의사로 활동하였다.

### 죽음
1917년 일본 고베로 건너 간 후 1922년 별세하였다.
그는 고베의 로코산(六甲山) 외국인묘지에 안장되어 있다.

## 같이 보기
- 한국의 기독교
- 제임스 게일
- 윌리엄 데이비스 레이놀즈

## 참고 자료
- 이 문서에는 다음커뮤니케이션(현 카카오)에서 GFDL 또는 CC-SA 라이선스로 배포한 글로벌 세계대백과사전의 내용을 기초로 작성된 글이 포함되어 있습니다.